# Gronlid (Saskatchewan)
Gronlid je osada v kanadské provincii Saskatchewan. Podle sčítání obyvatel Kanady zde v roce 2006 žilo 60 obyvatel.
Starostou Gronlidu je Wesley Praski.